# Mesosporaceae
Famille
Les Mesosporaceae sont une famille d’algues brunes de l’ordre des Ectocarpales. 

## Étymologie
Le nom vient du genre type Mesospora, composé du préfixe "meso-", « milieu ; moyen ; intermédiaire », et du suffixe "-spora", semence.

## Liste des genres
Selon AlgaeBase (25 août 2017) :
- Basispora D.M.John & G.W.Lawson
- Hapalospongidion De A.Saunders
- Mesospora Weber-van Bosse